# Хампсозавры
Хампсозавры (лат. Champsosaurus) — род вымерших пресмыкающихся из отряда Choristodera из подкласса диапсид, живших во времена верхнемеловой — палеоценовых эпох на территории современных Канады и США
Родовое название буквально означает «ящерокрокодил»: корень Champso- (др.-греч. χάμψαι) взят из утверждений древнегреческих авторов, что «египтяне называют крокодилов χαμψαι [champsae]», корень σαῦρος переводится как «ящерица, ящер».

## Описание

Реконструкция черепа C. lindoei

В длину хампсозавр был примерно 1,5 метра, хотя C. gigas, самый крупный вид рода, достигал длины 3—3,5 м.
Считается, что хампсозавр внешне напоминал гавиала и, подобно гавиалу, охотился в реках и болотах, ловя рыбу своими длинными челюстями с большим количеством зубов. Он, вероятно, плавал с помощью боковых движений тела, зафиксировав свои конечности против тела с целью увеличения своей подвижности, как крокодилы и морские игуаны. Мышцы челюстей хампсозавра были очень широкими и мощными.
Ископаемые остатки представителей рода найдены в Северной Америке (Альберта, Саскачеван, Монтана, Нью-Мексико, Техас, Вайоминг) и Европе (Франция), начиная с верхнего мела до конца палеоцена — начала эоцена.

## Классификация

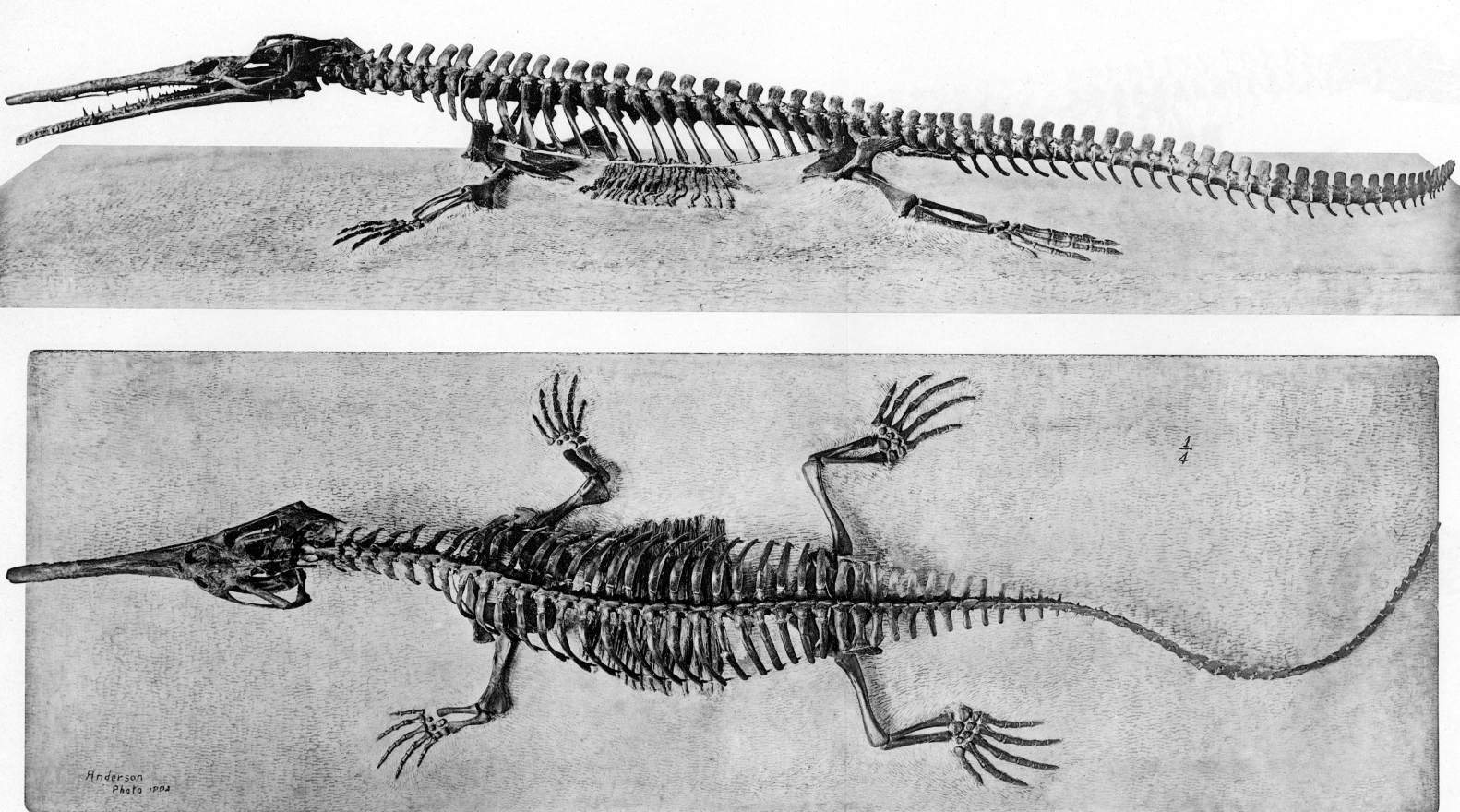
Скелет C. laramiensis, Американский музей естественной истории (1905)

По данным сайта Paleobiology Database, на май 2018 года в род включают 7 вымерших видов:
- Champsosaurus albertensis Parks, 1927
- Champsosaurus ambulator Brown, 1905
- Champsosaurus gigas Erickson, 1972
- Champsosaurus laramiensis Brown, 1905
- Champsosaurus lindoei Gao & Fox, 1998
- Champsosaurus natator Parks, 1933
- Champsosaurus tenuis Erickson, 1981

Ещё несколько биноменов включено в род в статусе nomen vanum: Champsosaurus annectens Cope, 1876typus, Champsosaurus australis Cope, 1881, Champsosaurus brevicollis Cope, 1876, Champsosaurus inelegans Parks, 1933, Champsosaurus inflatus Parks, 1933, Champsosaurus profundus Cope, 1876, Champsosaurus puercensis Cope, 1882, Champsosaurus saponensis Cope, 1882, Champsosaurus vaccinsulensis Cope, 1876.